# コリン・レスラー
コリン・レスラー（Colin Rösler、2000年4月22日 - ）は、ノルウェー、ドイツ、イングランドのサッカー選手。ポジションはDFまたはMF。

## クラブ歴
ベルリンに生まれた。その後イングランドとノルウェーで育ち、サウサンプトンFC、バイキングFK、マンチェスター・シティFCの下部組織に在籍した。
2019年夏にエールステ・ディヴィジのNACブレダに3年契約で完全移籍。
2021年12月30日、エリテセリエンのリールストロムSKに3年契約で完全移籍。移籍金はかからない代わりに将来の売却時に一部がNACに入る条項が加えられた。
2022年12月28日、アルスヴェンスカンのミェルビーAIFに3年契約で完全移籍した。

## 代表歴
年代別代表では主にノルウェー代表として出場しており、UEFA U-17欧州選手権2017、UEFA U-19欧州選手権2019、UEFA U-21欧州選手権2023に出場した。

## 個人
父親はサッカー東ドイツ代表でマンチェスター・シティのレジェンド、ウーヴェ・レスラー。母親はノルウェー人。コリンの名前はマンチェスター・シティのレジェンドであるコリン・ベルから取られた。